# فرزین گروسیان
فرزین گروسیان (زادهٔ ۲۸ تیر ۱۳۷۱) بازیکن فوتبال اهل ایران است که در پست دروازه‌بان برای باشگاه فوتبال گل‌گهر سیرجان در لیگ برتر بازی می‌کند. 
وی برای تیم ملی فوتبال زیر ۲۳ سال ایران نیز بازی کرده‌است.

## دوران بازی در لیگ برتر
فرزین گروسیان در دو تیم استقلال تهران و تراکتورسازی به مدت ۳فصل نیمکت‌نشین بود و به واسطه محرومیت تراکتورسازی و جدا شدن محمدرضا اخباری به سنگربان اول تراکتور سازان تبدیل شد.